# Heinrich Ludwig von Galen zu Assen

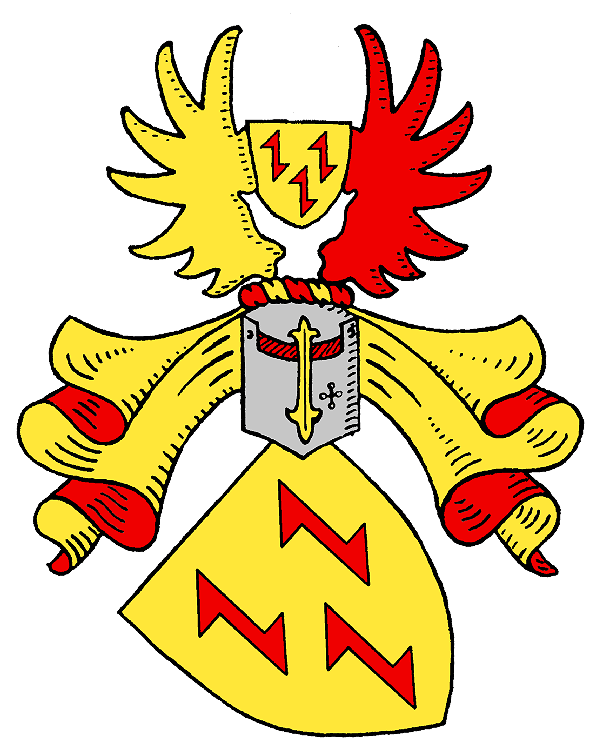
Wappen der Familie von Galen

Heinrich Ludwig von Galen zu Assen, auch als Heinrich Ludger von Galen zu Assen bekannt (* 16. Januar 1675; † 11. Juli 1717 in La Valletta/Malta) war Ritter des Malteser-Ritterordens, Galeerenkapitän, General der Fußsoldaten und Komtur mehrerer Kommenden des Ordens.

## Leben

### Herkunft und Familie
Aus dem uralten westfälischen Adelsgeschlecht von Galen, welches zu den bedeutendsten im Hochstift Münster zählt, sind zahlreiche bedeutende und namhafte Persönlichkeiten hervorgegangen. Im 16. Jahrhundert sympathisierte es teilweise mit der Reformation, wurde später wieder katholisch.
Heinrich Ludwig von Galen zu Assen wuchs als Sohn des Johann Heinrich von Galen (15. November 1609 – 17. September 1694, Erbkämmerer, Reichsfreiherr und Amtsdroste in Vechta) und seiner Gemahlin Anna Elisabeth von der Recke zu Steinfurt zusammen mit seinen acht Geschwistern (vier Schwestern und die Brüder Wilhelm Goswing Anton (1678–1710, Domherr in Münster), Christoph Heinrich, Ferdinand Benedikt und Karl Anton) auf. Franz Wilhelm war sein Halbbruder. Der münsterische Fürstbischof Christoph Bernhard von Galen war sein Onkel.

### Werdegang
Heinrich Ludwig wurde am 6. August 1682 als Siebenjähriger mit päpstlichem Dispens in den Malteser-Ritterorden aufgenommen. Die vorzeitige Aufnahme war grundsätzlich erst im Alter zwischen acht und zehn Jahren erlaubt und mit der Zahlung eines bestimmten Geldbetrages verbunden. Voraussetzung für die Aufnahme in den Orden war der Nachweis der adligen Herkunft über vier Generationen adliger Abstammung väterlicher- oder mütterlicherseits.
und 200-jährigem Adel. Die Familie unterrichtete in einem Brief von 26. August 1682 die Ordensleitung (Fra Ferdinand von Korff-Schmising) in Malta über die erteilte Dispens und zahlte am 19. Dezember 1683 den festgelegten Betrag von 1314 Reichstalern als „Eintrittsgeld“. Die offizielle Aufnahme wurde amtlich beim Notar Detten in Münster am 19. Dezember 1682 registriert. In Deutschland führte Heinrich Ludwig die zu drei Pfründen kombinierten Ordensniederlassungen in Trier, Adenau und Niederbreisig, Mainz und Niederweisel (1715 bis 1717) sowie Frankfurt, Rüdigheim und Mosbach.

### Wirken in Malta
Am 24. Oktober 1691 legte Heinrich Ludwig von Galen die Ordensgelübde in Malta ab und lebte Ende des 17. und Anfang des 18. Jahrhunderts ständig in Malta. Er hatte einige wichtige und ehrenvolle Ämter inne, so war er
- 1702, 1710 und 1715Rat der Deutschen Zunge im Consilium completum
- Beauftragter der „Vereinigung“ für die Galeeren, Seeschiffe, Bewaffnung und Befestigungsanlagen
- 1704 Kapitän der Galeere „S. Petro“.
- Mitglied des Prüfgerichtes für Adelsfragen
- Mitglied des Generalkapitels (tagte während seiner Amtszeit nicht)
- 1708 General der Fußsoldaten
- 1707, 1709 und 1711 Stellvertreter des Großballi.[4]

Er litt unter gesundheitlichen Beeinträchtigungen und hielt sich im Jahre 1715 deshalb zu einer Kur in Frankreich auf.
Er führte ein engagiertes Leben im Konvent.

### Tod
Unter tragischen Umständen kam Heinrich Ludwig am 11. Juli 1717 spätabends bei einer Kutschenfahrt mit einem Maulesel ums Leben. Aus einem nicht bekannten Grund scheute der Maulesel. der die Kutsche zog und rannte ohne Kontrolle los. Der Kutscher stürzte vom Bock und zwei ebenfalls in der kutsche sitzende Ritter sprangen ab und verletzten sich leicht. Heinrich Ludger von Galen stürzte kopfüber aus der Kutsche, fiel dabei so unglücklich und war sofort tot. Am 12. Juli 1717 wurde der Leichnam in der Drei-Königs-Kapelle der großen St. Johannes Konventskirche zur letzten Ruhe gebettet. Hier befindet sich seine kunstvolle marmorne Grabplatte, das sein Bruder Fürstbischof Christoph Heinrich von Galen anfertigen ließ. Die Anfertigung dauerte sechs Monate und kostete 200 Dukaten. Schließlich war sie im Oktober 1719 fertig gestellt. Sie trägt die Adelsnachweise des Verstorbenen und die Symbole des Triumphes und der Tugenden.

### Sonstiges
Heinrich Ludwig war ein Liebhaber der Jagd und organisierte Jagdtouren. Er war hilfreich und großzügig gegenüber den Armen, mit denen er Gesellschaft pflegte.